# Karl Müller (Fußballspieler, 1910)
Karl Müller (* 30. Oktober 1910; † unbekannt) war ein deutscher Fußballspieler.

## Karriere

### Vereine
Müller gehörte Borussia Neunkirchen als Torhüter an, für den er zunächst von 1933 bis 1939 in der Gauliga Südwest, eine von zunächst 16, später auf 23 aufgestockten Gauligen zur Zeit des Nationalsozialismus als einheitlich höchste Spielklasse im Deutschen Reich, danach zwei Spielzeiten in der Staffel Saarpfalz und von 1941 bis 1943 in der Gauliga Westmark, Punktspiele bestritt. Mit dem jeweils zweiten Platz 1938, ein Punkt hinter Eintracht Frankfurt, und 1940, punktgleich mit dem 1. FC Kaiserslautern, der die Staffelmeisterschaft mit 4:1 für sich entschied, erreichte seine Mannschaft die beste Platzierung in der ununterbrochenen Gauliga-Zugehörigkeit.
Im 1935 eingeführten Wettbewerb um den Tschammerpokal, dem Pokalwettbewerb für Vereinsmannschaften, bestritt er 1939 zwei Spiele, und 1942 ein Spiel. Er debütierte am 20. August 1939 beim 4:1-Erstrundensieg über den VfL Benrath. Am 19. November 1939 verlor er mit seiner Mannschaft das Zweitrundenspiel gegen den BC Hartha mit 1:2 n. V. Sein letztes Pokalspiel bestritt er am 19. Juli 1942 bei der 4:5-Niederlage in der 1. Schlussrunde gegen die SG SS Straßburg.

### Auswahlmannschaft
Als Spieler der Gauauswahlmannschaft Südwest nahm er am Gauauswahlwettbewerb um den Kampfspiel-Pokal 1934 teil. Nach Siegen im Achtel- und Viertelfinale mit 3:1 bzw. 2:1 über die Gauauswahlmannschaften Westfalen bzw. Sachsen, erreichte er mit seiner Gauauswahl das am 25. Juli 1934 in Nürnberg angesetzte Halbfinale. Auf der Hauptkampfbahn wurde die Gauauswahlmannschaft Niederrhein vor 25.000 Zuschauern mit 2:1 n. V. bezwungen; das Siegtor erzielte August Möbs von Eintracht Frankfurt in der 95. Minute. Vier Tage später hütete er an selber Stätte auch das Tor im Finale gegen die Gauauswahlmannschaft Bayern, das vor 50.000 Zuschauern mit 5:3 gewonnen wurde.

## Erfolge
- Kampfspiel-Pokal-Sieger 1934